# 1812 en Grèce ottomane
Chronologie de la Grèce ottomane
- 1808
- 1809
- 1810
- 1811
- 1812
- 1813
- 1814
- 1815
- 1816

Cette page concerne les évènements survenus en 1812 en Grèce ottomane  :

## Naissance
- Nikólaos Argyriádis (el), écrivain.
- Pétros Vráilas Arménis (el), personnalité politique.
- Joseph Vattier de Bourville, explorateur et archéologue.
- Dorótheos Scholários (el), prêtre et philanthrope.
- Spyrídon Xýndas (el), compositeur.